# 杜运宇

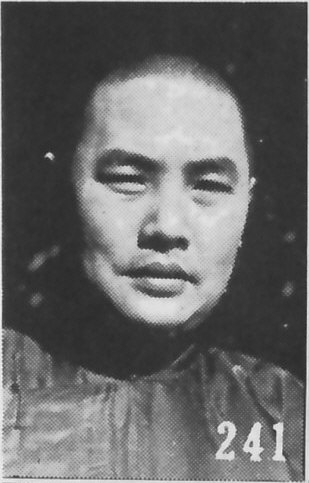
杜运宇

杜运宇（1905年—1960年），山东济宁县人，蒙疆联合自治政府高级官员。

## 生平

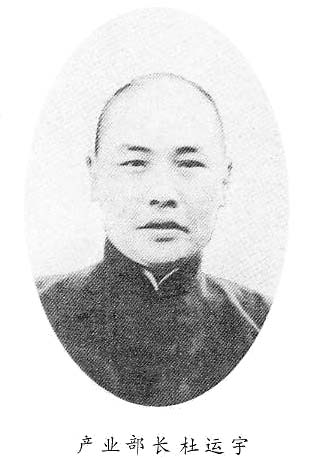
杜运宇

杜运宇毕业于日本早稻田大学，其妻子是日本人。刘汝明主政察哈尔省时，杜运宇任财政厅秘书。1937年（民国26年）8月日軍佔領張家口。9月察南自治政府組建，他和于品卿任察南自治政府最高委员。1937年11月蒙疆联合委员会成立，杜运宇任总务委员会委员。1938年8月1日，蒙疆联合委员会改组，增加总务、产业、保安、财政、民生和交通六个部，杜运宇兼任民生部长和交通部长。1939年9月1日蒙疆联合自治政府成立，杜运宇任產業部長。此后他历任司法委员会长官（后改司法部长）、經济部长。
1945年日本投降后，他于同年被国民政府逮捕。1960年，他死于监管之中。